# 格拉姆矩阵
线性代数中，内积空间中一組向量 {\displaystyle v_{1},\dots ,v_{n}} 的格拉姆矩阵（Gramian matrix、Gram matrix 或 Gramian）是内积的埃尔米特矩阵，其元素由 {\displaystyle G_{ij}=\langle v_{i},v_{j}\rangle } 给出。
格拉姆矩陣的一个重要应用是驗證一組向量是否線性獨立：一組向量彼此線性獨立当且仅当其格拉姆行列式（格拉姆矩阵的行列式）不等于零。
格拉姆矩阵以丹麦数学家约尔根·佩尔森·格拉姆命名。

## 例子
最常见地，向量是欧几里得空间中元素，或 L2 空间中函数，比如闭区间 {\displaystyle [a,b]} 上的连续函数（是 L 2（[a, b]）的子集）。
给定区间 {\displaystyle [t_{0},t_{f}]} 上的实数值函数 {\displaystyle \{\ell _{i}(\cdot ),\,i=1,\dots ,n\}}，格拉姆矩阵{\displaystyle G=[G_{ij}]}，由函数的标准内积给出：
{\displaystyle G_{ij}=\int _{t_{0}}^{t_{f}}\ell _{i}(\tau )\ell _{j}(\tau )\,d\tau .}
给定一个实矩阵 {\displaystyle A}，矩阵 {\displaystyle A^{\top }A} 是 {\displaystyle A} 的列向量的格拉姆矩阵，而矩阵 {\displaystyle AA^{\top }} 是 {\displaystyle A} 的行向量的格拉姆矩阵。
对一般任何域上的有限维向量空间上的双线性形式 B，我们可对一组向量 {\displaystyle v_{1},\dots ,v_{n}} 定义一个格拉姆矩阵 G 为 {\displaystyle G_{i,j}=B(v_{i},v_{j})\,} 。如果双线性形式 B
对称则该格拉姆矩阵对称。

### 应用
- 如果向量是随机变量，所得格拉姆矩阵是协方差矩阵。
- 在量子化学中，一组基向量的格拉姆矩阵是重叠矩阵（Overlap matrix）。
- 在控制论（或更一般的系统理论中），可控制性格拉姆矩阵、可观测性格拉姆矩阵及交叉格拉姆矩陣确定了线性系统的性质。
- 格拉姆矩阵出现在协方差结构模型中（比如可参见 Jamshidian & Bentler (1993)）。
- 在有限元方法中，格拉姆矩阵出现在从有限维空间逼近函数时；格拉姆矩阵的元素是有限维子空间的基函数的内积。

## 性质

### 半正定
格拉姆矩阵是半正定的，反之每个半正定矩阵是某些向量的格拉姆矩阵。这组向量一般不是惟一的：任何正交基的格拉姆矩阵是单位矩阵。
这个命题无穷维类比是Mercer定理）。

### 基变换
在一个由可逆矩阵 P 表示的基变换下，格拉姆矩阵是用 P 做一个矩阵合同变为 PTGP。

## 格拉姆行列式
格拉姆行列式（Gram determinant 或 Gramian）是格拉姆矩阵的行列式：
{\displaystyle G(x_{1},\dots ,x_{n})={\begin{vmatrix}\langle x_{1},x_{1}\rangle &\langle x_{1},x_{2}\rangle &\dots &\langle x_{1},x_{n}\rangle \\\langle x_{2},x_{1}\rangle &\langle x_{2},x_{2}\rangle &\dots &\langle x_{2},x_{n}\rangle \\\vdots &\vdots &\ddots &\vdots \\\langle x_{n},x_{1}\rangle &\langle x_{n},x_{2}\rangle &\dots &\langle x_{n},x_{n}\rangle \end{vmatrix}}.}
在几何上，格拉姆行列式是这些向量形成的平行多面体的体积之平方。特别地，这些向量线性无关当且仅当格拉姆行列式不为零（当且仅当格拉姆矩阵非奇异）。